# Gyrogra
Gyrogra is een Afrotropisch geslacht van vlinders van de familie van de dikkopjes (Hesperiidae), uit de onderfamilie van de Hesperiinae. Dit geslacht is voor het eerst wetenschappelijk beschreven door Lindsey & Miller in een publicatie uit 1965.
Dit geslacht is monotypisch, dat wil zeggen dat het maar één soort heeft namelijk Gyrogra subnotata (Holland, 1894).